# Cryptolabis longiradialis
Cryptolabis longiradialis är en tvåvingeart som beskrevs av Alexander 1939. Cryptolabis longiradialis ingår i släktet Cryptolabis och familjen småharkrankar. Inga underarter finns listade i Catalogue of Life.